# The Kelley Deal 6000
The Kelley Deal 6000, fue una banda musical de Rock alternativo que se formó en Saint Paul en Minnesota (Estados Unidos), la banda lleva como vocalista principal a Kelley Deal que comenzó a cantar en la época de los 80s, y entró luego en una rehabilitación por adicción a la heroína, y al salir de este problema comenzó a cantar con este grupo en 1994 hasta el año 1997 aproximadamente.

## Historia
La banda musical The Kelley Deal 6000, surgió en el año 1995, ya que la guitarrista y vocalista de la banda The Breeders, padecía de una adicción a las drogas y también al alcohol, que le llevó a impedir cantar. En 1995 Kelley Deal sale de rehabilitación y forma un grupo de música con especie de canciones con sonidos simples que iban mejorando desde entonces. El grupo se iba a llamar Solid State, pero se dieron cuenta de que ya había un grupo con ese nombre así que le pusieron el nombre The Kelley Deal 6000, donde se nota el nombre de la vocalista Kelley Deal. La formación original de la banda incluyó a Kelley Deal como vocalista y a tocar la guitarra, donde ese instrumento y su voz se destacan en todas las canciones de la trayectoria del grupo, Steve Salett tocando la guitarra y otros instrumentos musicales, Marty Nedich en el bajo y algunas veces en la guitarra, Nick Hook en la batería. Mientras solo era practica de canciones, en 1996 lanzaron su primer álbum de música llamado "Go to the Sugar Altar" donde obtuvieron éxito con 11 canciones que lo componían. Luego a finales de 1996 se grabaron temas y en 1997 se terminaron de grabar los 15 temas que se estrenaron en el segundo álbum de la banda Boom!Boom!Boom!.

## Discografía
| Año  | álbum                           | Ventas         |
| ---- | ------------------------------- | -------------- |
| 1996 | "Go to the sugar altar (álbum)" | 100,000 aprox. |
| 1997 | "Boom! Boom! Boom! (álbum)"     | 100,000 aprox. |

### Go to the sugar altar
Este fue el primer álbum que lanzó la banda, producida por Kelley Deal y publicado el 4 de junio de 1996, y le componían 11 canciones. Para este álbum también hubo músicos invitados para las canciones, como Jimmy Flemion que se encargaba de tocar la guitarra y como vocalista, Jason Orris tocaba el Bajo eléctrico, Jesse Colin Roff tocaba los tambores, Trompeta, Guitarra y Castañuelas, David Shouse tocaba la Guitarra, el bajo, el Lap steel y el Órgano Hammond.
1. "Canyon" (Kelley Deal) – 3:10
2. "How About Hero" (Kelley Deal/Jesse Colin Roff) – 2:43
3. "Dammit" (Kelley Deal/Jesse Colin Roff) – 2:40
4. "Sugar" (Kelley Deal/Dave Shouse)– 4:17
5. "A Hundred Tires" (Kelley Deal) – 1:48
6. "Head Of The Cult" (Kelley Deal) – 1:51
7. "Nice" (Kelley Deal/Jesse Colin Roff) – 3:31
8. "Trixie Delicious" (Kelley Deal/Jimmy Flemion/Dave Shouse/Jesse Colin Roff)– 3:12
9. "Marooned" (Kelley Deal) – 2:08
10. "Tick Tock" (Kelley Deal/Jimmy Flemion) – 2:00
11. "Mr. Goodnight" (Kelley Deal/Jesse Colin Roff) – 3:36

### Boom! Boom! Boom!
Este fue el segundo y el último álbum de la banda The Kelley Deal 6000, producido por Kelley Deal, lanzado el 26 de agosto de 1997 con una longitud en total de 41 minutos. En este álbum se obtuvo también éxito al igual que el anterior, solo que en este llevó 15 canciones que se empezaron a grabar a finales de 1996.
1. "Shag" – 2:26
2. "Future Boy" – 2:11
3. "Baby I'm King" – 3:27
4. "When He Calls Me Kitten" – 3:23
5. "Brillo Hunt" – 3:34
6. "Box" – 2:24
7. "Stripper" – 2:02
8. "Where Did The Home Team Go" – 3:58
9. "Confidence Girl" – 2:39
10. "Total War" – 1:53
11. "Scary" – 3:11
12. "My Boyfriend Died" – 2:42
13. "[Drum Solo]" – 0:28
14. "Skylark" – 4:06
15. "Get the Writing off My Back" – 2:44